# Ghinești (okręg Marusza)
Ghinești (węg. Geges) – wieś w Rumunii, w okręgu Marusza, w gminie Neaua. W 2011 roku liczyła 288 mieszkańców.